# Extra Texture (Read All About It)
Extra Texture (Read All About It) je šesté sólové studiové album anglického hudebníka George Harrisona. Vydáno bylo v září roku 1975 společností Apple Records – jde o hudebníkovo poslední řadové album vydané touto společností. V britské hitparádě (UK Albums Chart) se deska umístila na šestnácté příčce. Lépe se jí vedlo v USA, kde dosáhla osmé příčky hitparády Billboard 200. V USA se rovněž stala zlatou (RIAA).

## Seznam skladeb
Autorem všech skladeb je George Harrison.
1. You – 3:41
2. The Answer's at the End – 5:32
3. This Guitar (Can't Keep from Crying) – 4:11
4. Ooh Baby (You Know That I Love You) – 3:59
5. World of Stone – 4:40
6. You – 0:45
7. Can't Stop Thinking About You – 4:30
8. Tired of Midnight Blue – 4:51
9. Grey Cloudy Lies – 3:41
10. His Name Is Legs (Ladies and Gentlemen) – 5:46

## Obsazení
- George Harrison – zpěv, kytara, syntezátory, klavír, doprovodné vokály
- David Foster – klavír, varhany, syntezátor, elektrické piano, klavír, aranžmá
- Gary Wright – varhany, elektrické piano, syntezátor
- Jim Keltner – bicí, perkuse
- Jesse Ed Davis – kytara
- Klaus Voormann – baskytara
- Paul Stallworth – baskytara, doprovodné vokály
- Leon Russell – klavír
- Tom Scott – saxofon
- Chuck Findley – trubka, pozoun
- Nicky Hopkins – klavír
- Jim Horn – saxofon
- Jim Gordon – bicí, perkuse
- Carl Radle – baskytara
- Billy Preston – elektrické piano
- Willie Weeks – baskytara
- Andy Newmark – bicí
- Legs Larry Smith – zpěv
- Ronnie Spectorová – zpěv
- Norm Kinney – perkuse